# فرانك جوردن (لاعب كريكت)
فرانك جوردن (19 سبتمبر 1905 في أستراليا - 22 أكتوبر 1995) (بالإنجليزية: Frank Jordan)‏ هو لاعب كريكت أسترالي.

## وصلات خارجية
- فرانك جوردن (لاعب كريكت) على موقع إي آس بي آن كريك إنفو (الإنجليزية)